# Enrique San Francisco
Rogelio Enrique San Francisco Cobo, conegut com a Enrique - o Quique - San Francisco (Madrid, 10 de març de 1955 - Madrid, 1 de març de 2021) fou un humorista i actor madrileny. Va ser un dels secundaris més característics i prolífics del cinema espanyol havent fet moltes pel·lícules i sèries de televisió.

## Biografia
Fill dels actors Enriqueta Cobo (Queta Ariel) i Vicente Haro i germà de pare de Vicente Haro Vidal. Nascut a Madrid, la seva infància va transcórrer a Barcelona, on vivia amb la seva mare i va debutar al cinema amb tan sols sis anys després d'haver fet publicitat. Al teatre va debutar dos anys després a El somni d'una nit d'estiu. El 1965 va realitzar la seva primera actuació televisiva, intervenint com a protagonista en la sèrie de Televisió Espanyola Santi, botones de hotel, realitzada als estudis Miramar de Barcelona.
De jove es va allistar a la Legió Espanyola arribant a ser franctirador i no s'hi va reenganxar per pressions familiars. Va complir el servei militar a Gran Canària, en el Regiment de Tiradors d'Infanteria "Canarias 50", on va aconseguir el grau de caporal. Posteriorment va ingressar a l'Actors Studio, però aviat va abandonar els estudis.
Va conèixer al seu pare als 17 anys, quan intentava obrir-se camí com a actor a Madrid, amb qui es van entendre i fins i tot va viure amb ell uns anys. Instal·lat a Madrid des de 1975, després del seu pas per l'Exèrcit i l'Actors Studio, es va dedicar a la interpretació, havent estat la seva carrera molt determinada pels seus peculiars trets físics.
El 1975 va participar en dos episodis de la sèrie de TVE El pícaro, de Fernando Fernán Gómez.

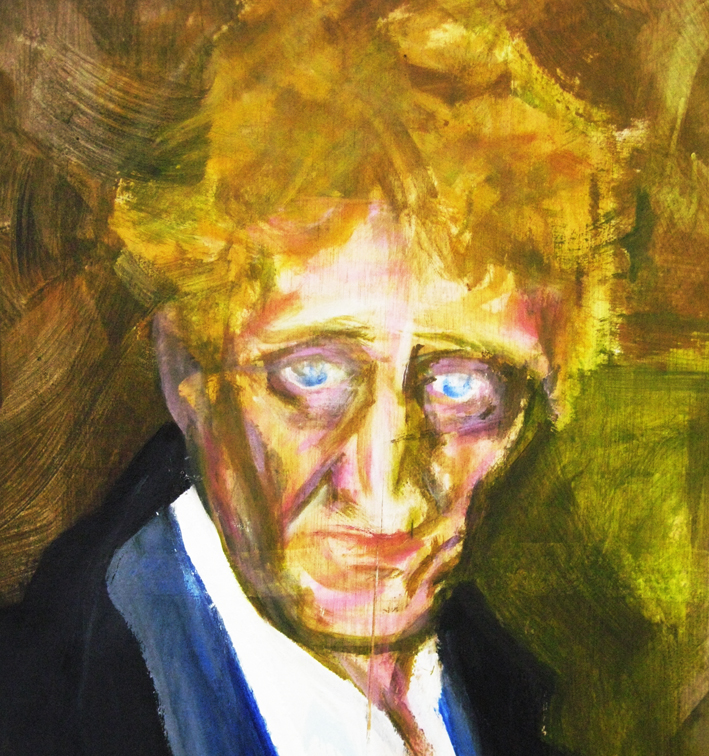
Retrat d'Enrique San Francisco

La seva carrera cinematogràfica fou molt activa durant els anys 1970 i la primera meitat dels anys 1980. Fou un actor assenyalat dins del cinema quinqui en diverses pel·lícules dirigides per Eloy de la Iglesia com Navajeros (1980), Colegas (1982) i El pico (1983). Va ser un dels supervivents d'aquella generació del cinema quinqui arrasada per l'heroïna, que es va emportar un dels seus millors amics, Antonio Flores, germà de la seva parella de l'època, Rosario Flores.
El 2002 va tenir un accident de moto que el va deixar més d'un any en cadira de rodes. Però això no el va mantenir allunyat dels escenaris, participant habitualment al El club de la comedia, encara que el seu personatge de la sèrie de Televisió Espanyola Cuéntame cómo pasó, va desaparèixer temporalment pel seu accident de moto.
En els últims anys va estar més centrat en televisió, destacant el seu paper de Tinín en la sèrie de TVE Cuéntame cómo pasó (2001-2008).
En teatre va participar en diverses obres, sent les més destacades Frankie y la boda (1965); Los ochenta son nuestros (1988), substituint Víctor Manuel García; La noche del sábado (1991); Decíamos ayer (1997), Entre fuerte y flojo (2004), amb Pablo Motos; Hijos de Mamá (2005), amb Jorge Sanz; Misterioso asesinato en Manhattan (2007); El enfermo imaginario (2009); Arte (2010), ¡Se quieren! (2011), reposició de 2002 en la qual va treballar amb Amparo Larrañaga; i Orquesta Club Virginia (2012), adaptació teatral de la pel·lícula de 1992. Igualment protagonitzà els espectacles Francamente... la vida según San Francisco (2001) i La crisis según San Francisco (2013).
A la ràdio va col·laborar amb No somos nadie, presentat per Pablo Motos a M80 Radio. També va participar en videoclips, amb Loquillo y Trogloditas (El Mánager) amb Rosario Flores (Gypsy Funky Love Me Do) i amb La Fuga (Humo y cristales).
Va morir a Madrid, l'1 de març de 2021, als 65 anys.

## Filmografia
- Hombres y mujeres de blanco (1962), d'Enrique Carreras.
- Diferente (1962), de Luis María Delgado.
- El aprendiz de clown (1967), de Manuel Esteba Gallego.
- La banda del Pecas (1968), de Jesús Pascual Aguilar.
- Un invierno en Mallorca (1969), de Jaime Camino.
- Estoy hecho un chaval (1975), de Pedro Lazaga.
- La larga noche de los bastones blancos (1977), de Javier Elorrieta.
- Arriba Hazaña (1978), de José María Gutiérrez.
- Sentados al borde de la mañana, con los pies colgando (1978), d'Antonio José Betancor.
- Navajeros (1980), de Eloy de la Iglesia.
- Maravillas (1981), de Manuel Gutiérrez Aragón.
- La mujer del ministro (1981), d'Eloy de la Iglesia.
- Colegas (1982), d'Eloy de la Iglesia.
- El pico (1983), d'Eloy de la Iglesia.
- Amanece, que no es poco (1988), de José Luis Cuerda.[1]
- La huella del crimen: El crimen del expreso de Andalucía (1991), d'Imanol Uribe.
- Orquesta Club Virginia (1992), de Manuel Iborra.[1]
- Acción mutante (1993), d'Álex de la Iglesia.
- La mujer de tu vida 2: La mujer gafe (TV) (1994), d'Imanol Uribe.
- La mujer de tu vida 2: La mujer vacía (TV) (1994), de Manuel Iborra.
- Tirano Banderas (1995), de José Luis García Sánchez.
- Así en el cielo como en la tierra (1995), de José Luis Cuerda.
- La ley de la frontera (1995), d'Adolfo Aristarain.
- Belmonte (1995), de Juan Sebastián Bollaín.
- Hotel y domicilio (1995), d'Ernesto Del Río.
- La leyenda de Balthasar el castrado (1996), de Juan Miñón.
- Pepe Guindo (1999), de Manuel Iborra.
- París-Tombuctú (1999), de Luis García Berlanga.
- Más pena que gloria (2000), de Víctor García León.
- El chocolate del loro (2001), d'Ernesto Martín Ataz.
- Sinfín (2005), de Manuel Sanabria i Carlos Villaverde.
- Hot Milk (2005), de Ricardo Bofill Maggiora.
- La dama boba (2005), de Manuel Iborra.
- La crisis carnívora (2008), de Pedro Rivero.

## Televisió
- Estudio 1 (1971-1980)
- Los libros
- Los pintores del Prado
- El pícaro (1975)
- Curro Jiménez
- Cuentos y leyendas (1978)
- Proceso a Mariana Pineda (1984)
- La bola de cristal (1987-1988)
- Miguel Servet, la sangre y la ceniza (1989)
- La mujer de tu vida
- Compuesta y sin novio (1994)
- Colegio Mayor (1994)[2]
- Los ladrones van a la oficina (1993-1995)[1]
- Ni contigo ni sin ti (1998)
- Condenadas a entenderse (1998)
- Ellas son así (1999)
- La noche con Fuentes y cía (2001-2004)
- Un, dos, tres... a leer esta vez (2004)
- Un paso adelante (2005)
- Cuéntame cómo pasó (2001-2008) com Celestino Álvarez "Tinín"[1]
- Aída (2005) (1 episodi) com sacerdot
- El club de la comedia (2000, 2001, 2002, 2003, 2004, 2011 y 2012)
- El Hormiguero (2010-¿?)
- Águila Roja (2015) com Santiago Merino
- Gym Tony (2016) com Antonio Rubirosa[2]
- Follow San Francisco (2019) com ell mateix

## Premis i candidatures
Premis Goya
| Any  | Categoria              | Pel·lícula             | Resultat |
| ---- | ---------------------- | ---------------------- | -------- |
| 1989 | Millor actor secundari | El baile del pato      | Candidat |
| 1992 | Millor actor secundari | Orquesta Club Virginia | Candidat |

Premis de la Unión de Actores
| Any  | Categoria                                 | Pel·lícula             | Resultat |
| ---- | ----------------------------------------- | ---------------------- | -------- |
| 1992 | Millor interpretació secundària de cinema | Orquesta Club Virginia | Candidat |

Altres premis
- Premi del Festival Internacional de Cinema de Gijón per El aprendiz de clown (1968), pel·lícula dirigida per Manuel Esteba Gallego i on va treballar amb Charlie Rivel.[7]
- Premi «Millor Actor» 1979. Ministeri de Cultura.[7]
- Premi atorgat per la revista Toros y Teatro per la seva labor teatral (2009).[8]